# Високе (Новоржевський район)
Високе (рос. Высокое) — присілок в Новоржевському районі Псковської області Російської Федерації.
Населення становить 127 осіб. Входить до складу муніципального утворення Новоржевська волость.

## Історія
Від 2015 року входить до складу муніципального утворення Новоржевська волость.

## Населення
| 2001 | 2002 | 2010 |
| ---- | ---- | ---- |
| 224  | ↘160 | ↘127 |